# Чемпіонат Швеції з футболу 1907
Svenska Mästerskapet 1907 — чемпіонат Швеції з футболу. Проводився за кубковою системою. У чемпіонаті брали участь 16 клубів. 
Чемпіоном Швеції став клуб «Ергрюте» ІС.

## Півфінал
22 вересня 1907 ІФК Уппсала — ІФК Ескільстуна 9:0
29 вересня 1907 «Ергрюте» ІС (Гетеборг) — ІФК Стокгольм 7:3

## Фінал
6 жовтня 1907 «Ергрюте» ІС (Гетеборг) — ІФК Уппсала 4:1